# David Koresh
David Koresh, de son vrai nom Vernon Wayne Howell (17 août 1959 – 19 avril 1993), est le leader de la secte des « Davidiens », dont 76 membres périrent, avec lui, lors du siège de leur résidence par l'ATF et le FBI, dans la ville d'Elk, près de Waco (Texas), le 19 avril 1993.

## Enfance
Vernon Wayne Howell naît à Houston, au Texas, le 17 août 1959, de Bonnie Sue Clark pas encore âgée de 15 ans et d'un père charpentier, Bobby Howell, qui disparaît alors qu'il a deux ans.
Koresh rapporte que son enfance est solitaire ; certaines sources disent qu'il aurait été violé de façon répétée par des garçons plus âgés.
Dyslexique, avec de mauvais résultats scolaires, qui lui valent le sobriquet de « mister retardo » (« monsieur l'attardé »), il quitte rapidement l'école.
Selon sa mère, à l'âge de 12 ans, il connaît le Nouveau Testament par cœur.
À 19 ans, il a une liaison avec une jeune femme qui, découvrant qu'elle est enceinte, l'abandonne parce qu'elle le juge incapable de s'occuper d'un enfant. Il rejoint alors l'église de sa mère, l'Église adventiste du septième jour où il tombe amoureux de la fille du pasteur. Le pasteur l'expulse de la congrégation à cause de son insistance à vouloir épouser sa fille.

## Avec les Davidiens
En 1981, il déménage à Waco où il se joint à la communauté des Davidiens, une secte résultant d'une première division avec les adventistes du septième jour dans les années 1930 et d'une autre dans les années 1950.
En 1983, il déclare avoir acquis le don de prophétie. C'est alors qu'il commence une liaison avec Lois Roden, la femme d'une soixantaine d'années qui est alors leader du groupe. Cette dernière autorise Koresh à enseigner en son nom propre au sein de la communauté. Mais son fils, George Roden, qui avait été pressenti pour être le futur leader, chasse Koresh de la résidence, l'arme au poing. Avec 25 membres, Koresh s'établit à deux kilomètres de la résidence pendant deux ans.
Lois Roden meurt en 1986. C'est à cette époque que Koresh, qui avait été un ardent défenseur de la monogamie, décide que la polygamie est bonne pour lui mais pas pour les autres hommes de sa secte. En septembre 1986, il prêche que 140 femmes lui sont destinées, 60 en tant que ses « reines » et 80 en tant que concubines. En 1984, il avait épousé Rachel, 14 ans, la fille de Perry Jones, un « ancien » de la congrégation. Elle restera jusqu’à la fin sa seule épouse légitime. Il a par la suite une relation avec Karen Doyle, une mineure de 14 ans qu'il nomme sa seconde femme.
Selon David Bunds, un ancien Davidien, cette nouvelle doctrine de polygamie est établie à son profit, afin qu'il puisse avoir des rapports sexuels avec de jeunes filles mineures sans souffrir de culpabilité.
George Roden, fin 1987, peine à conserver une quelconque autorité sur le groupe des davidiens. Il aurait dès lors décidé de défier Koresh dans un concours de « résurrection des morts ». Koresh débarque alors à la résidence, avec 7 de ses amis armés ; des échanges de tirs ont lieu entre Roden et les hommes de Koresh. Un procès pour tentative de meurtre conduit à l'acquittement de Koresh et de ses hommes, notamment en raison d'un vice de procédure.

## Koresh
Au cours d'un voyage qu'il fait en Israël, en 1985, Koresh dit avoir la vision qu'il est le Cyrus moderne et que la résidence du Mont Carmel à Waco est le centre du royaume de David. Koresh est une translittération, en hébreu, du nom Cyrus, le roi Perse (l'actuel Iran) qui avait permis aux Juifs dispersés à travers Babylone de retourner à leurs terres. Le roi David est également mentionné comme « Messiah » dans la Bible hébraïque ; le choix d'associer les deux noms lui apparaît alors. Durant le siège de Waco, il en donne une autre explication à un négociateur du FBI :
Koresh : « Comment le Christ se révèle-t-il dans le quatrième sceau ? »

FBI : « Comme un cavalier sur un cheval pâle. »

Koresh : « Et quel était son nom ? »

FBI : « Mort ! »

Koresh : « Vous savez ce que signifie Koresh ? »

FBI : « Dites-le moi ! »

Koresh : « Cela veut dire : mort ! »

## Les enfants
Selon Jeannine Bunds, ancien membre de la communauté, Koresh a « au moins 15 enfants, issus de différentes femmes et jeunes filles de la résidence ». Certaines n'ont pas plus de 12 ans. Bunds a mis au monde 7 de ces enfants. Un test ADN – effectué sur des femmes et des enfants qui apparaissent dans une vidéo – confirme la paternité. Les tests médicaux qui sont opérés sur les enfants qui ont pu quitter la résidence avant l'incendie conduisent à un bilan indiquant que l'autorité de Koresh est « un environnement psychologique destructeur pour les enfants ». Les enfants doivent appeler leurs parents biologiques des « chiens », Koresh est le « père » et les enfants qui ne sont pas de lui des « bâtards ». Les enfants, dès l'âge de 6 ans, ont connaissance de l'existence, du nom et de l'efficacité d'un nombre considérable d'armes à feu ; ils sont astreints à un entraînement paramilitaire intensif, mais ils ne connaissent pas ce qu'un enfant scolarisé et du même âge est supposé connaître.

## La chute
Le 28 février 1993, des agents de l'ATF se présentent à la résidence de la communauté avec un mandat de perquisition. Le siège qui s'ensuit, afin de déloger les membres de leur résidence, dure 51 jours et se termine par un assaut général et un incendie, dont la cause est encore mal établie ; le bilan de la tragédie se chiffre à 82 morts, dont David Koresh et 23 enfants. Il s'agit d'une des grandes affaires dites de « suicide collectif », bien que la cause des décès reste controversée. Le FBI semble responsable de la tuerie, mais il est blanchi de toute responsabilité,. David Koresh, en particulier, aurait été retrouvé avec une ou deux balles dans la tête, selon les sources,.

## Dans la culture populaire
Evan Peters incarne David Koresh dans la saison 7 d'American Horror Story.
Le duo de musique électronique Boards of Canada fait de nombreuses mentions de David Koresh, de la secte davidienne ainsi que de l'incident de Waco, dans de nombreux morceaux tout au long de leur discographie. Un détail d'une photo du gourou est ainsi utilisée sur la pochette de l'EP In a Beautiful Place out in the Country. L'album Geogaddi en particulier est jalonné de références, du nombre de morceaux (23) à des enregistrements vocaux.
La chanson Davidian, du groupe de métal américain Machine Head et parue dans leur premier album Burn My Eyes en 1994, est inspirée des évènements du 28 février 1993.